# Архангельский, Николай Александрович (архитектор)
Никола́й Алекса́ндрович Арха́нгельский (1862 — после 1917) — русский архитектор, военный инженер, генерал-майор.

## Биография
Инженер Санкт-Петербургского крепостного инженерного управления и 2-й Санкт-Петербургской инженерной дистанции (до 1898). Архитектор Константиновского артиллерийского училища (1900—1908), инспектор строительной части Главного управления военно-учебных заведений (с 1907). Изобретатель, член ряда обществ и комиссий, специалист по дорожному строительству и водоснабжению. Участник сооружения Троицкого моста. Автор проектов домов для рабочих в пригородах Санкт-Петербурга. Гласный (с 1900-х), заместитель председателя (1910-е) Городской думы, гласный Губернского земского собрания. Построил собственный дом в Царском Селе.
Генерал-майор (1913). Кандидат Предводителя дворянства Царскосельского уезда (1914), депутат от 1-го Избирательного собрания, член попечительского совета Женской гимназии в Царском Селе. Председатель совета Царскосельского общества взаимного кредитования (1917). Член Царскосельской городской комиссии Народного образования. Жена — Александра Михайловна.
По проекту Архангельского для служащих и Военной команды воздухоплавателей на Волковом поле (1885), была всего за 1,5 месяца устроена из прежнего барака деревянная церковь с двумя главками и звонницей (1899). В престольный праздник в Школе происходило народное гулянье с подъемом публики на аэростатах и аэропланах. Храм был закрыт (1922) и через год здание передали под клуб Воздухоплавательной школы. Дата сноса неизвестна.

## Проекты и постройки
- Доходный дом. Марата ул., 73 (1892—1893)[4]
- Особняк А. С. Слепцовой. Большая Монетная ул., 17 (1893)[5]
- Доходный дом (надстройка). Лиговский пр., 162 — Курская ул., 22 (1893)[6]
- Флигель особняка Н. К. Вадбольской. 9-я линия ВО, 10 (1895)[7]
- Доходный дом. Лиговский пр., 193 — Курская ул., 15 (1896)[8]
- Комплекс построек Офицерской воздухоплавательной школы. Парковая ул., 5—9 (1896)[9][10][11][12][13][14]
- Дом М. Т. Литвиновой (перепланировка и надстройка). Грибоедова наб. к., 39 (1896, 1899)[15]
- Производственные и административные здания Товарищества Санкт-Петербургского вагоностроительного завода. Московский пр., 115 — Заставская ул., 40 (1897—1899)[16][17]
- Доходный дом (перестройка). Гороховая ул., 67 (1898—1899)[18]
- Особняк Н. Н. Ермолинского. Гродненский пер., 4 (1898—1899)[19]
- Церковь во имя св. пророка Илии при Офицерской воздухоплавательной школе. Парковая ул., 5 (1899)[20]
- Доходный дом. Воронежская ул., 27 (1899)[21]
- Доходный дом (правая часть). Свечной пер., 5 (1899)[22]
- Здание Николаевской гвардейской богадельни (перестройка). Чернышевского пр., 20 (1899, не сохранилось)[23]
- Производственное здание П. И. Кудрявцева. Бобруйская ул., 11 (1899)[24]
- Доходный дом (надстройка). Радищева ул., 38 — Гродненский пер., 20 (1901)[25]
- Доходный дом. Достоевского ул., 20—22 — Свечной пер., 10 (1903)[26]
- Доходный дом. Джамбула пер., 12 (1903)[27]
- Высшее артиллерийское училище (перестройка, надстройка). Московский пр., 17 (1907)[28]